# 艾略特站
艾略特站（英語：Eliot station）是马萨诸塞州波士顿轻轨绿线D支线车站，车站位于牛顿市马萨诸塞州9号公路北侧，牛顿高地和牛顿上瀑布之间。林肯街尽头为车站停车场，梅雷迪思街和9号公路两侧均有人行步道通往车站。车站旁的人行天桥横跨9号公路，始建于1977年，与铁路平行。

## 车站结构
| G 街道/站台层 | 侧式站台，右侧开门 | 侧式站台，右侧开门      |
| G 街道/站台层 | 出城               | 往河滨 （瓦班）         |
| G 街道/站台层 | 入城               | 往政府中心 （牛顿高地） |
| G 街道/站台层 | 侧式站台，右侧开门 |                         |